# لف کولشوف
لف ولادیمیرویچ کولشوف (روسی: Лев Влади́мирович Кулешо́в؛ ۱۳ ژانویه [سبک قدیمی: ۱ ژانویه] ۱۸۹۹ – ۲۹ مارس ۱۹۷۰) یک کارگردان فیلم، فیلم‌نامه‌نویس و هنرپیشه اهل امپراتوری روسیه بود.

## جوایز
وی برنده جوایزی همچون نشان لنین شده است.